# 小行星19395
小行星19395（19395 Barrera）是一颗绕太阳运转的小行星，为主小行星带小行星。该小行星于1998年3月2日发现。

## 轨道参数
小行星19395的轨道半长轴为2.2629205 UA，离心率为0.083。